# Saprinus detritus
Saprinus detritus es una especie de escarabajo del género Saprinus, familia Histeridae. Fue descrita científicamente por Fabricius en 1775.
Esta endémica de Nueva Zelanda.

## Descripción
Especie de color marrón claro a oscuro con brillo de bronce mate (la cutícula opaca se debe a la presencia de una fina microescultura imbricada, que se puede usar en algunos especímenes, especialmente en los élitros); vientre negro, sin microescultura imbricada; patas, piezas bucales y antenas rojizas; maza antenal de color ámbar a rojizo. De estructura similar a otras especies endémicas de Nueva Zelanda.